# Kondensat (Heizungstechnik)
In der Heizungstechnik versteht man unter Kondensat die kondensierbaren Bestandteile von Rauchgasen.
Der pH-Wert von Kondensat liegt aufgrund der enthaltenen Inhaltsstoffe stets im sauren Bereich. Da häusliche Abwässer meist basisch sind und zur Neutralisierung der Kondensate beitragen, können Kondensate von Kleinfeuerungsanlagen, entsprechend der jeweiligen behördlich festgelegten Einleitbedingungen, in die Kanalisation eingeleitet werden.
Kondensierbare Stoffe entstehen dabei
- in den Öfen bei der Trocknung, Ausgasung und Pyrolyse der Brennstoffe vor dem Brennvorgang
- bei der Verbrennung
- als Rekombinationsprodukte aus den Abgasbestandteilen

## Zusammensetzung
Je nach Brennstoffart, Verbrennungstemperaturen, Sauerstoffanteil und sonstigen Faktoren (beispielsweise Geometrie des Brennraums und Verweilzeit der Komponenten darin) entstehen bei einer Verbrennung oder dieser vorangehenden Pyrolyse unterschiedliche Substanzen, die sich nach einer Kondensation im Kondensat gelöst oder ungelöst finden lassen:
- Wasser, es stammt hauptsächlich aus der Oxidation von Wasserstoff-Atomen aus dem Brennstoff, ein Teil aus der Brennstoff-Feuchte und Zuluft-Feuchte (Luftfeuchtigkeit).
- kondensierbare flüchtige organische Verbindungen
  - unverbrannte Kohlenwasserstoffe
  - Teer und dessen Bestandteile (beispielsweise Phenole, Naphthalin, Anthracen, Phenanthren, …)
  - Holzteer und Holzessig und deren Bestandteile (beispielsweise Methanol, Ameisensäure, Essigsäure, Phenol, …)
  - Beim Erhitzen biogener Stoffe im Zuge der Verbrennung können bei Ausgasung (Vergasen|Vergasung) mit unvollständiger Verbrennung auch flüchtige organische Verbindungen (wie Fettsäuren, Alkohole, Terpene, Kohlenwasserstoffe etc.) entstehen und kondensieren.
- in Wasser gelöstes Kohlenstoffdioxid ergibt Kohlensäure, die bei Gaskesseln den Großteil der Säure im Kondensat ausmacht und den pH-Wert unter üblichen Bedingungen lediglich bis auf 4,3 senkt.[3]
- Luftsauerstoff reagiert bei erhöhten Temperaturen mit Stickstoff (aus der Luft oder dem Brennstoff) zu thermischen und Brennstoff-Stickoxiden (NOx), die wiederum mit Wasser zu salpetriger Säure, Salpetersäure, Blausäure, u. a. m. weiterreagieren können.
- Schwefel und Schwefelverbindungen im Brennstoff reagieren hauptsächlich zu Schwefeldioxid, das durch weitere Reaktion mit Wasser zu schwefliger Säure umgesetzt werden kann oder zu Schwefeltrioxid, woraus nach Lösung in Wasser Schwefelsäure entsteht
- Durch Korrosion im Abgas- oder Rohrsystem und von Armaturen im Kondensat gelöste Spuren von Schwermetallen, insbesondere Kupfer und Zink aus Messing-Armaturen
- Zusätzlich findet man im Kondensat leicht verdampfbare Stoffe wie Quecksilber und Cadmium und sonstige Schwermetalle wie Chrom, Eisen, Nickel und Blei, sowie auch Chloride, Nitride, Nitrate und Sulfate als lösliche und unlösliche Stäube.
- Auch (Pyrolyse-)Rekombinationsprodukte wie Teer, Kohlenwasserstoffe, polyzyklische aromatische Kohlenwasserstoffe und Dioxine oder auch Ruß (meist als Glanzruß), Flugasche und Flugstaub sind im Kondensat nachweisbar.[4]

Das Kondensat von Holzvergasern und Pelletheizungen weist einen größeren Anteil von unverbrannten Harzen, Teeren, Fettsäuren und sonstigen flüchtigen Kohlenwasserstoffen auf, die einerseits das Abwasser belasten und andererseits zu Verklebungen im Wärmetauscher führen.

## Einleitung von Kondensat aus Brennwertkesseln

### Situation in Deutschland
Das Arbeitsblatt ATV-DVWK-A 251 stellt eine unverbindliche Empfehlung dar, nach der sich viele Abwassernetzbetreiber richten. In einem Benutzerhinweis zu Beginn wird explizit darauf hingewiesen: „Durch seine Anwendung entzieht sich niemand der Verantwortung für eigenes Handeln oder für die richtige Anwendung im konkreten Fall […].“ Im Zweifelsfall gilt die Regelung des lokalen Abwassernetzbetreibers oder der unteren Wasserbehörde.
Laut Empfehlung des DWA-Arbeitsblatts ATV-DVWK-A 251 muss eine Neutralisation stattfinden, wenn
- das häusliche Abwasser in eine Kleinkläranlage abgeleitet wird,
- keine ausreichende Verdünnung durch Vermischung der zu erwartenden Kondensatmenge mit dem wenigstens 20-fachen Volumen an anderen Abwässern stattfindet[9], oder
- die Entwässerungsleitungen die Materialanforderungen[10] (Säurebeständigkeit) nicht erfüllen.

Nach DIN 1986-4 sind Rohre aus folgenden Werkstoffen gegenüber saurem Kondenswasser uneingeschränkt beständig:
Steinzeug, Glas, Polyvinylchlorid (PVC), Polyethylen (PE), Polypropylen (PP), Styrol-Copolymerisate (ABS/ASA), Polyesterharz (UP) und nichtrostender Stahl.
Bei planmäßiger Verdünnung durch andere Abwässer können auch Rohre aus Faserzement, Gusseisen oder Stahl verwendet werden.
Die öffentlichen Abwassersystemen besteht überwiegend aus Betonrohren, die in der Regel nicht säureresistent sind, so dass spätestens bis zum Eintritt in den Straßenkanal eine ausreichende Verdünnung des Kondensats stattgefunden haben muss.
Schäden können an nicht säureresistenten Abwasserrohren auftreten, weil der pH-Wert von saurem Kondensat aus Erdgas-betriebenen Brennwertkesseln zwischen 2,8 und 4,9 liegt. Eine andere Quelle nennt 3,8 – 5,3, was ungefähr dem pH-Wert des üblichen (sauren) Regenwassers entspricht.
Wegen des geringeren Schwefelgehaltes ist die entstehende Säuremenge bei der Gasverbrennung geringer als bei der Heizölverbrennung. Auf eine Neutralisierung kann unter bestimmten Bedingungen verzichtet werden, wenn die lokalen Vorschriften zur Einleitung in Vorfluter dies erlauben.
Der pH-Wert des Kondensats von mit schwefelarmen Heizöl betriebenen Brennwertkesseln liegt bei 2,2 bis 4,2 und der von mit Standard-Heizöl betriebenen Kesseln bei 1,8 bis 3,7 und soll laut der Empfehlung der ATV vor der Einleitung immer durch eine Neutralisationseinrichtung auf einen pH-neutralen Wert gebracht werden. Um dies zu erreichen, werden in den Neutralisationseinrichtungen meist Granulate eingesetzt, beispielsweise bestehend aus natürlichen Substanzen wie Kalkstein, Dolomit, Marmor, Magnesiumoxid oder Mischungen dieser Stoffe. Das Kondensat aus Nasskaminen muss nicht neutralisiert werden.
Bei der Umsetzung von karbonathaltigen Granulaten mit Säure wird CO2 freigesetzt und die Atmosphäre abgegeben. Demgegenüber haben häusliche Abwässer wegen der verwendeten Reinigungsmittel, Waschmittel und Seifen sowieso einen eher basischen pH-Wert und eine ausreichende Säurekapazität. Die Säurekapazität ist ein Maß für die Pufferkapazität (pH-Wert-Stabilität) des Wassers gegenüber Säuren und besagt, wie viel Säure eingeleitet werden kann, bis es zu einer relevanten pH-Wert-Änderung kommt.
Eine Vermischung des sauren Kondensats aus Gasbrennwertkesseln mit häuslichen Abwässern im Abwassersystem wäre daher aus Umweltschutzgründen sinnvoller, als die Neutralisation mit extra zu diesem Zweck angeliefertem Kalkstein.